# Le Peuple des ténèbres (roman)
Le Peuple des ténèbres (titre original : People of Darkness) est un roman policier de Tony Hillerman paru en 1980. C'est le premier de ses romans où apparaît Jim Chee.

## Résumé
Un coffret a été volé dans la maison d'un homme extrêmement riche; mais celui-ci n'en sait rien car il est hospitalisé; sa femme fait appel au policier de la réserve Indienne du nouveau Mexique (Jimmy Chee) pour mener l'enquête. Mais à ce moment le jeune policier ne sait pas qu'il se met en danger de mort en acceptant cette enquête et devra remuer des secrets qui datent de plus d'une trentaine d'années.

## Naissance de Jim Chee
Tony Hillerman a expliqué qu'après sa trilogie Joe Leaphorn, il avait besoin d'un policier plus naïf pour l'enquête qu'il prévoyait d'écrire ensuite. C'est pourquoi il a créé le jeune policier Jim Chee. Ce personnage aura droit lui aussi à une trilogie, avant de rejoindre Leaphorn pour le reste de leurs enquêtes.

## Parutions en français
Le roman est paru dès 1981 en France, dans la collection Série noire no 1852, aux éditions Gallimard, sous le titre Le Peuple de l'ombre. Cependant, cette version, tronquée, ne satisfaisait pas l'auteur. Le roman a été retraduit par les éditions Rivages en 1998, par les traducteurs de l'ensemble de son œuvre.